# Death of the Inhumans
«Death of the Inhumans» (рус. Смерть Нелюдей) — сюжетная арка комиксов, написанная Донни Кейтсом и нарисованная Ариелем Оливетти и изданная Marvel Comics в 2018 году в виде мини-серии комиксов из пяти выпусков.

## Сюжет
Крии начали кампанию убийств, чтобы заставить Чёрного Грома присоединиться к империи Крии. Этот ультиматум приводит к гибели 1038 Нелюдей с вырезанными на их телах словами «Присоединяйся или умри», что вынуждает Чёрного Грома созвать четырёх королев вселенских племен Нелюдей, чтобы ответить на эту угрозу. Однако встреча проходит далеко не так, как планировалось, поскольку палач Нелюдей по имени Вокс, сверхчеловек, созданный Крии, начинает свое кровавое бесчинство. Когда Чёрный Гром, Медуза, Горгон, Карнак, Кристалл, Тритон и Локджо добрались до места встречи, они обнаружили тела Оолы Удонты, Алади Ко Эке, Ономи Уайтмейна и Богини Овоэ с теми же тремя словами, написанными их кровью на плакате, висевшем над их трупами, и в конце концов поняли, что попали в ловушку, поскольку один из мёртвых Нелюдей был начинен взрывчаткой. В то время как большая часть группы Чёрного Грома выбралась живой благодаря Локджо, Тритону не повезло, и он погиб во время взрыва. Затем Чёрный Гром отправил Локджо на Новый Арктилан за своим братом Максимусом. Не зная об этом, Вокс и его люди уже прибыли на Новый Арктилан и начали убивать всех встречных Нелюдей, старых и новых, таких как Флагман, Стеклянная Девушка, Наджа и Стерилон. Вокс, вооруженный всеми способностями Нелюдей и лишенный человечности, легко уничтожает свою жертву с помощью своей силы или буквально энергетической косы. Даже Максимусу не удается победить Вокса, так как он быстро теряет руку за попытку. Вскоре после этого появляется Локджо и помогает Максимусу в его попытке остановить Вокса своими силами, но все идет не так гладко, когда Вокс выстреливает огромным взрывом, пробивая дыру в обоих.
Королевская семья Нелюдей в конце концов достигает сгоревшего королевства Новый Арктилан и оплакивает смерть его жителей. Карнак, который может видеть недостатки во всем, отправляется к командующему Крии, чтобы передать сообщение от Чёрного Грома, и в процессе узнает, что Крии намереваются восстановить Халу и поработить Нелюдей в качестве своих солдат и рабов. Командующий Крии объясняет, как они отправили Ронана Обвинителя в качестве лидера Крии после того, как Хала была разрушена Мистером Ножом, и начали ковать новую жизнь. Когда Карнака просят встать на колени, он не встает. Вместо этого он изо всех сил пытается отбиться от Вокса, но сверхчеловеку удается подчинить Карнака. Когда прибывает Чёрный Гром, он проходит по коридорам базы Крии, произнося все имена павших Нелюдей, превращая их в песню о смерти. В конце концов, все сводится к тому, что только Чёрный Гром против Вокса, который держит Карнака как щит. Чёрный Гром подаёт знак Карнаку, чтобы Вокс взял его вместо него. Вокс, по-видимому, соглашается, так как телепортируется за Черным Болтом. На глазах у Карнака Вокс перерезает горло Чёрному Грому.
Крии берут Чёрного Грома в плен и устраняют повреждения, нанесенные его горлу, не используя никаких успокоительных средств или анестезии, чтобы притупить боль, что наводит их на мысль, что великая сила Чёрного Грома исчезла, когда он не кричит, и поэтому пророчество о Полуночном Короле больше не представляет угрозы для Крии. Однако во время транспортировки выясняется, что голос у него все еще есть, но слабый. Убив нескольких Крии, Чёрный Гром находит огнестрельное оружие и обнаруживает, что Ронан Обвинитель жив. Однако он находится в плену у Вокса, и над ним проводят эксперименты вместе с солдатами Крии, которые верны Ронану. Чёрный Гром узнает об этом, когда видит, что Ронан превращен в киборга. По просьбе Ронана Чёрный Гром позволяет ему совершить убийство из милосердия, прошептав «Ты прощён». В другом месте Медуза и выжившие члены королевской семьи нечеловеков пытаются завербовать Бета Рэй Билла для борьбы с Воксом и Кри.
Королевская семья Нелюдей наконец-то принимает бой с Крии и прибывает как раз вовремя, чтобы спасти Чёрного Грома от Вокса. Благодаря вмешательству Бета Рэй Билла, королевская семья Нелюдей смогла одолеть и убить Вокса, но не раньше, чем он, очевидно, смог убить Кристалл. К своему удивлению, они вскоре понимают, что Вокс на самом деле был замаскированным Максимусом, и приходят к выводу, что сверхчеловек — это не человек. Вместо этого он запрограммирован, а также выясняется, что сила голоса, которая, как все полагают, испаряет его цели, на самом деле просто телепортирует их, так как после очевидной смерти Кристалл она была перенесена в неизвестное место, где ученые Крии проводят эксперименты над жертвами Нелюдей, которые якобы были убиты. Хотя Локджо не видно, Тритон, похоже, находится в каком-то стазис-баке вместе с Наджей, Стерилоном и другими неназванными Нелюдями. Кристалл теперь обречена стать следующей Вокс.
Во время перечисления смертей Чёрный Гром вспоминает пророчество Полуночного Короля. Встретившись с королевской семьей Нелюдей и Бета Рэй Биллом, Чёрный Гром рассказывает Карнаку о том, что Вокс — это программа, которая переносит своих «жертв» к Крии. Поскольку Крии планируют превратить всех пленных Нелюдей в Вокс, Карнак заявляет, что не все из них будут спасены. Когда у Чёрного Грома остается еще один крик, Карнак говорит ему, чтобы он был засчитан. Используя язык жестов, Чёрный Гром обращается к остальным, рассказывая о том, какие ошибки он совершил в прошлом, и просит у них прощения. После минуты молчания Чёрный Гром приказывает Горгону повернуться. Тем временем командир Крии разговаривает с Воксом о том, чтобы дать Чёрному Грому сбежать. Вокс заявляет, что Чёрный Гром придет за своим народом. Крии прерывает их, говоря, что к ним быстро приближается корабль. Нечеловеческий корабль наносит удар по базе крии. Затем Вокс нажимает кнопку, чтобы активировать управляемых Воксом Нелюдей. Пока Горгон и Бета Рей Билл сражаются с солдатами Крии, Чёрный Гром, Медуза и Карнак прибывают в лабораторию, где находят управляемых Воксом Нелюдей, таких как Кристалл и Локджо. Используя лазер, Чёрный Гром уничтожает Кристалл и Локджо только потому, что они стояли у него на пути. Войдя в одну из дверей, Чёрный Гром пишет: «Я люблю тебя. Мне жаль», а затем шепотом просит их бежать. Пока Медуза и Карнак сражаются с Кристаллом и Локджо, управляемыми Вокс, Чёрный Гром противостоит другим управляемым Вокс нечеловекам, таким как Тритон. Узнав правду о пророчестве, Чёрный Гром приносит гибель Крии и обрушивает свой крик на контролируемых Воксом Нелюдей, убивая их всех. Это действие освобождает Кристалл и Локджо от контроля Вокса. Горгона и Бета Рэй Билл прибывают, заявляя, что Кри сбежали, и видят, что Кристалл и Локджо еще живы. Из комнаты появляется Чёрный Гром, а Медуза приказывает Локджо увести их с базы Крии. Когда Кристалл спрашивает, куда им идти, Чёрный Гром на языке жестов отвечает: «Домой». Локджо телепортирует их прочь.